# Zona neutral Kuwait-Aràbia Saudita

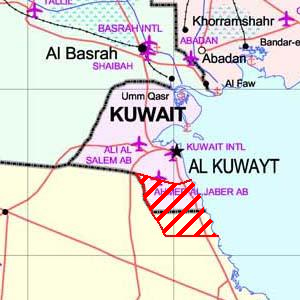
Zona Neutral (2 de desembre de 1922 – 18 de gener de 1970)

La Zona neutral Kuwait-Aràbia Saudita, fou un territori sense població permanent i de soberània comuna de Kuwait i el Nedjd (després de 1932 l'Aràbia Saudita). La superfície era de 5.770 km².

## Constitució de les zones neutrals
Després d'alguns incidents a la frontera entre Iraq i Nedjd, la Gran Bretanya, com a potència que exercia el mandat sobre Iraq, va proposar un tractat per definir les fronteres i evitar futurs incidents i les parts es van reunir a Muhammara i van signar un acord el 4 de maig de 1922, però el sultà Ibn Saud va refusar la seva ratificació al·legant que els seus delegats havien sobrepassat les seves instruccions.
La conferència entre el sultà Abd-al-Aziz ibn Saüd i els britànics a al-Ukayr el 2 de desembre de 1922 va portar finalment a un protocol annex (conegut com a Tractat d'al-Ukayr) que establia les fronteres entre Iraq i el Nedjd de manera que fos acceptable pel sultà saudita. Al mateix temps es va establir un acord que definia les fronteres entre Kuwait, sota protectorat britànic, i el Nedjd. D'aquest protocol néixer la zona neutral Iraq-Aràbia Saudita i la Zona neutral Kuwait-Aràbia Saudita en la que els governs interessats tenien idèntics drets; es tractava d'establir unes zones comunes però sense població permanent on els nòmades i el bestiar podien creuar sense trobar fronteres com havien fet des de feia segles. es tractava d'establir unes zones comunes però sense població permanent on els nòmades i el bestiar podien creuar sense trobar fronteres com havien fet des de feia segles. No obstant el traçat exacte va restar poc precís i no es va fer cap pas per una millor delimitació fins que es va descobrir petroli el 1938 al camp Burgan de Kuwait el que deixava suposar que hi havia petroli a la zona neutral.

## Final de la zona neutral
Les primeres concessions d'explotació es van fer el 1948 i 1949 per part d'ambdós governs, a companyies privades americanes. Més tard els dos països van explotar el petroli en comú per un acord d'explotació conjunt. Les negociacions pel repartiment de la zona es van iniciar tot seguit després que l'octubre de 1960 l'emir de Kuwait i el rei Saud de l'Aràbia Saudita decidissin que la zona havia de ser dividida. El 7 de juliol de 1965 els dos governs van signar un acord que repartia la zona neutral amb efectes el 25 de juliol de 1966. Cada país es quedava amb la meitat de la zona neutral més propera al seu respectiu territori. Un acord de demarcació es va signar el 17 de desembre de 1967 que no va entrar en vigor fins que es van intercanviar els instruments del tractat el 18 de desembre de 1969 i fou ratificat pels dos estats el 18 de gener de 1970. L'acord de partició es va publicar a la Gaseta de Kuwait el 25 de gener de 1970.